# Tesla ili prilagođavanje anđela
Tesla ili prilagođavanja anđela je dramski tekst Stevana Pešića koji je premijerno izveden 24. marta 1995. u Narodnom pozorištu u Beogradu. Po tom tekstu je snimljen i TV film iz 2001. reditelja Slobodana Ž. Jovanovića u produkciji  TV Beograd.

## Sadržaj
Stevan Pešić je u svom dramskom tekstu dao umetničku viziju života, rada i stavova Nikole Tesle. Često se pogrešno navodi da ga je na pisanje inspirisao navodni intervju koji je 1899. Nikola Tesla dao za časopis „Besmrtnost’’ u svojoj laboratoriji u Kolorado Springsu. Muzej Nikole Tesle u Beogradu ne poseduje bilo kakve podatke koji bi potvrdili da se navedeni intervju zaista i dogodio, a i iz samog naziva časopisa (koji takođe nikada nije postojao), kao i iz imena američkog novinara (Džon Smit) jasno je da je sve plod umetničke mašte i maestralnog ulaženja u Teslin genijalni um.
Drama pokriva razne od teme od ishrane do Univerzuma i sve bi bilo sasvim obično da Tesla nije „ukinuo’’ vreme i prostor. Posle ovakvog „putovanja’’ novinar više nikada neće biti isti, a ni mi.

## Uloge u TV filmu
| Glumac                   | Uloga                 |
| Miodrag Krstović         | naučnik Nikola Tesla  |
| Boris Komnenić           | novinar Džon Smit     |
| Jadranka Nanić Jovanović | Đuka, Teslina majka   |
| Luka Aleksandrić         | dečak Tesla           |
| Radovan Miljanić         | Mr Džon Smit, novinar |

## Autorska ekipa TV filma
- Reditelj Slobodan Ž. Jovanović
- Po drami Stevana Pešića
- Adaptacija teksta Slobodan Ž. Jovanović
- Scenarista Slobodan Ž. Jovanović
- Direktor fotografije Veselko Krčmar
- Kompozitor Petar Antonović
- Scenograf ing. Miodrag Mile Nikolić
- Kostimograf Aleksandra Aleksandrić
- Montažer Jelena Đokić

## Zanimljivosti
TV film je bio u zvaničnoj selekciji na Međunarodnom TV festivalu u Plovdivu 2001.

## Fotogalerija
- Miodrag Miki Krstović kao naučnik Nikola Tesla
- Boris Komnenić kao novinar i Miodrag Krstović kao naučnik Nikola Tesla
- Jadranka Nanić Jovanović kao Teslina majka Đuka
- Boris Komnenić kao novinar i Miodrag Krstović kao Tesla
- Boris Komnenić kao novinar i Miodrag Krstović kao Tesla
- Jadranka Nanić Jovanović kao Đuka, Teslina majka i Boris Komnenić kao novinar
- radna fotografija svetlomen, Jadranka Nanić Jovanović, Slobodan Ž. Jovanović, reditelj i Vanja Popović, sekretarica režije

## Spoljašnje veze
- Narodno pozorište u Beogradu[мртва веза]
- Tesla ili Prilagođavanje anđela на веб-сајту  (језик: енглески)
- Tesla or Adaptation of an Angel (film) на веб-сајту